# Pano (Napo)
Pano ist eine Ortschaft und eine Parroquia rural („ländliches Kirchspiel“) im Kanton Tena der ecuadorianischen Provinz Napo. Verwaltungssitz ist Pano. Die Parroquia Pano besitzt eine Fläche von 786,9 km². Die Einwohnerzahl lag im Jahr 2010 bei 1392.

## Lage
Die Parroquia Pano liegt an der Ostflanke der Cordillera Real. Der Río Verdeyacu, ein Quellfluss des Río Napo, durchfließt das Gebiet in überwiegend ostsüdöstlicher Richtung und entwässert dabei einen Großteil der Parroquia. Im Westen reicht das Areal bis zur Wasserscheide zum weiter westlich und südlich gelegenen Einzugsgebiet des Río Pastaza. Der Hauptort Pano liegt auf einer Höhe von 540 m knapp 7 km westsüdwestlich der Provinzhauptstadt Tena, zu welcher eine Straße führt.
Die Parroquia Pano grenzt im Nordosten an die Parroquia Muyuna, im Osten an Tena, im Südosten an die Parroquia Puerto Napo, im Süden an die Parroquia Tálag, im Westen an Latacunga und an die Parroquias Aláquez und Mulaló (alle drei im Kanton Latacunga, Provinz Cotopaxi) sowie im Norden an Archidona (Kanton Archidona).

## Geschichte
Zwischen 1948 und 1950 entstand mit der Ankunft von Missionaren das Dorf Pano. Die Parroquia Pano wurde am 30. April 1969 gegründet.

## Ökologie
Der Südwesten der Parroquia Pano liegt innerhalb des Nationalparks Llanganates, der Nordwesten innerhalb der Reserva Biológica Colonso Chalupas.